# Marija Batschynska-Donzowa

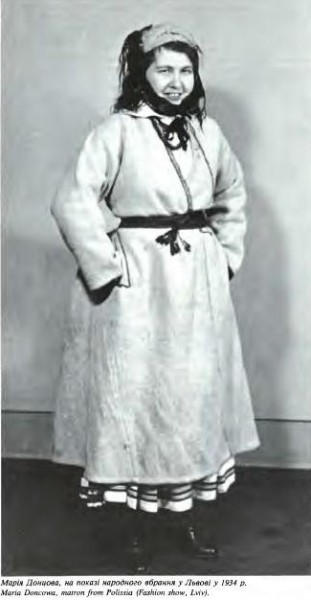
Marija Batschynska-Donzowa bei einer Volkstrachtenschau in Lwiw (1934)

Marija Mychajliwna Batschynska-Donzowa (ukrainisch Марія Михайлівна Бачинська-Донцова, * 26. Juli 1891 in Smosche, Galizien, Österreich-Ungarn, heutiger Rajon Stryj; † 30. Dezember 1978 in New York City, Vereinigte Staaten) war eine ukrainische Journalistin.

## Biografie
Sie studierte in Wien, wo sie 1910 ein Diplom der Höheren Gewerbeschule für Frauen erhielt. Sie war Mitglied der Frauenabteilung der Ukrainischen Legion unter der Führung Olena Stepaniws. Von 1919 bis 1920 arbeitete sie im diplomatischen Dienst der Ukrainischen Volksrepublik in Kopenhagen. 1921 zog sie nach Lwiw um. Sie trat der Proswita und der Plast-Pfadfinderorganisation bei und kümmerte sich dort um eine Mädchengruppe.
Sie wurde Leiterin des Zweigs der Ukrainischen Frauenunion in Wolhynien. Zudem war sie Teil der ukrainischen Sektion der Women’s International League for Peace and Freedom. Sie begann, ukrainische Volkstrachten zu zeigen und stellte sie beim Ersten Frauenkongress in Iwano-Frankiwsk vor.
Sie schrieb Artikel, die regelmäßig in den Rubriken galizischer und ausländischer Publikationen veröffentlicht wurden. Unter anderem deckte sie die Verbrechen der polnischen Behörden gegen ukrainische Aktivisten in der Westukraine auf. Außerdem schrieb sie über die Entwicklung der Frauenbewegung in Galizien und der Ostukraine. Sie war Mitarbeiterin der Redaktion des Literarisch-wissenschaftlichen Herolds.
1943 wurde sie von den Deutschen gefangen genommen und in einem Gefängnis in Kowel inhaftiert. Nach ihrer Freilassung lebte sie in Bayreuth. Dort arbeitete sie im Verein ukrainischer Frauen in Deutschland in der Redaktion der Frauenzeitschrift Hromadjanka (Bürgerin), die von 1949 bis 1950 in München herausgegeben wurde. 1950 emigrierte sie in die USA, arbeitete als Redakteurin einer Frauenzeitschrift und trat der Union Ukrainischer Frauen Amerikas bei.